# THE SEVENTH NIGHT 〜UNPLUGGED〜
『THE SEVENTH NIGHT 〜UNPLUGGED〜』（ザ セヴンス ナイト アンプラグド）は、2004年5月26日に発表されたGacktのセルフカバー・アルバム。発売元は日本クラウン。

## 概要
アンプラグドという名の通り、Gacktがこれまで発表してきた曲をアコースティックバージョンでセルフカバーしたアルバムとなっている。本作のプロモーションのために、「君が待っているから」、「Mirror」、「Last Song」のMVが制作されている。

## 収録曲
1. 君のためにできること (4:50)[1]
8thシングルの表題曲。
2. mind forest (5:41)[1]
4thアルバム『Crescent』収録。
3. 君が待っているから (6:04)[1]
4thアルバム『Crescent』収録。
4. 星の砂 (5:26)[1]
14thシングル「月の詩」のC/W曲。
5. この誰もいない部屋で (6:12)[1]
1stアルバム『MARS』収録。
6. U+K (2:29)[1]
インストゥルメンタル。1stアルバム『MARS』収録。
コンピレーション・アルバム『GACKT WORLD TOUR 2016 LAST VISUALIVE 最期ノ月 -LAST MOON-』には本曲のミキシング違い(メンバーの紹介アナウンスが追加)が収録された。
7. Papa lapped a pap lopped (3:01)[1]
2ndアルバム『Rebirth』収録。
8. Mirror (4:42)[1]
3rdシングルの表題曲。本作に収録されているシングル曲の中で最も古い楽曲。
9. uncertain memory (5:39)[1]
4thシングル「OASIS」のC/W曲。アルバム初収録。
10. 君が追いかけた夢 (7:09)[1]
13thシングルの表題曲。
11. Last Song (6:35)[1]
16thシングルの表題曲。
ベスト・アルバム『BEST OF THE BEST vol.1 -MILD-』には、再録バージョンが収録された。
2004年5月31日放送のHEY!HEY!HEY! MUSIC CHAMPにて、こちらのバージョンが演奏された。

## 参加ミュージシャン
- Gackt's family
- 斎藤ノブ - パーカッション
- 弦一徹 - ヴァイオリン
- クラッシャー木村 - ヴァイオリン
- 室屋大先生 - ヴィオラ
- 堀沢真己 - チェロ
- 八木のぶお - ハーモニカ